# ائل غولي

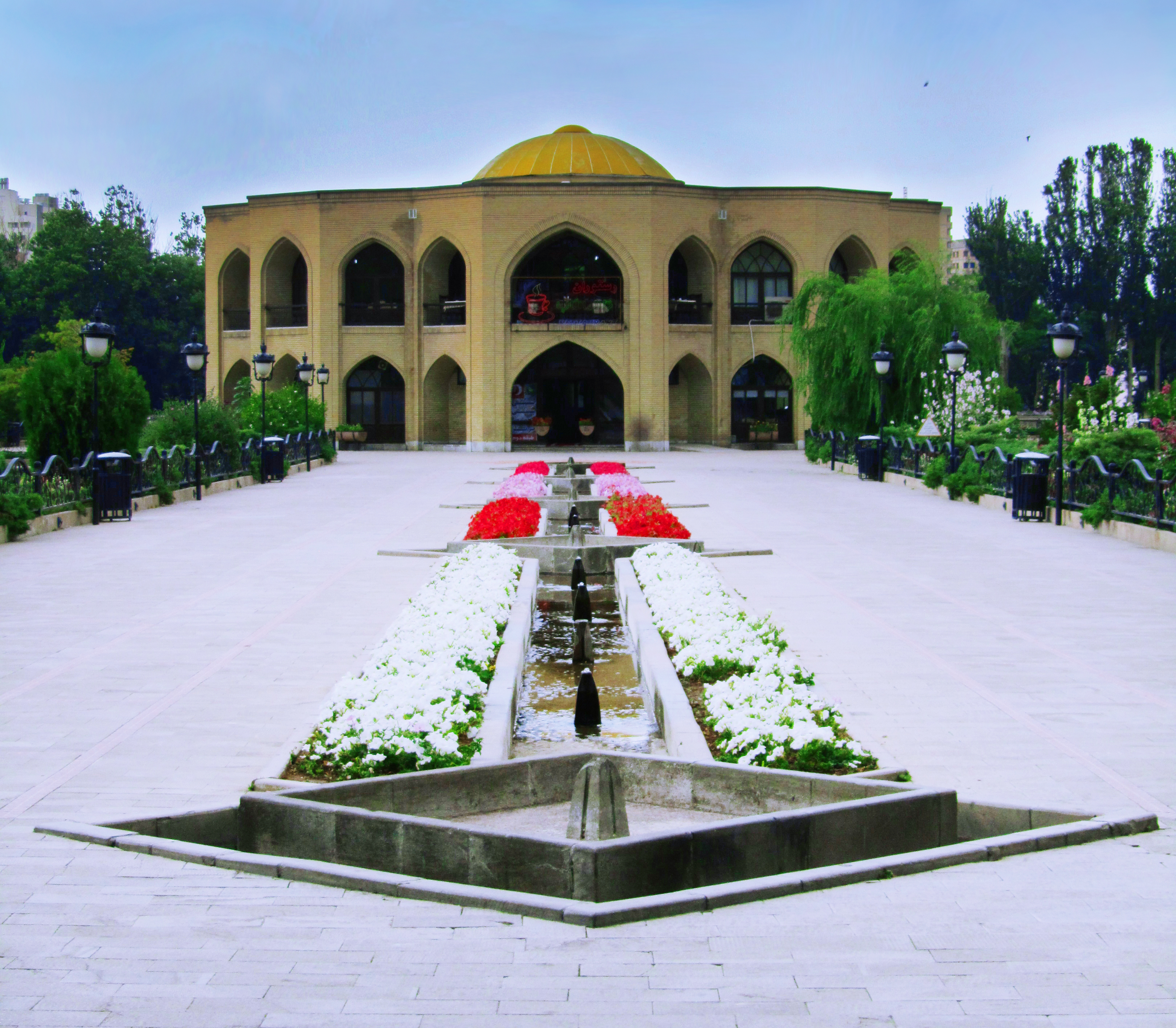
مسبح أئل غولي بعد إعادة بنائه.

أئل غولي (بالفارسية: ايل‌ گلي) هو مسبح شعبي يقع على سفح جبل يبعد مسافة 7 كم من جنوب شرق تبريز، المسبح مبني على شكل مدرج يمر فيه جدول مائي ومحاط بالعديد من الأشجار والحشائش والأعشاب الكثيفة. لا يُعرف تاريخ بناء المسبح بالتحديد ولكنه تهدّم عام 1967م بسبب شدّة الرطوبة، فبُني مسبح آخر في نفس المكان وبنفس التصميم السابق عام 1970م بمساحة تبلغ 54,675 متر مربع، وقد تعرض المبنى للحريق خلال الأيام الأولى للثورة الإسلامية وتعرّض إلى خسائر فادحة، وقد تم خلال السنوات الأخيرة ترميم الأجزاء المهدمة وأصبح على الشكل الحالي. ويمثل هذا المبنى أحد أجمل مناطق الاستجمام في تبريز.

## التسمية
أئل غولي أخذ من المسمّى الفارسي للـ مسبح الشعبي.

## معرض صور

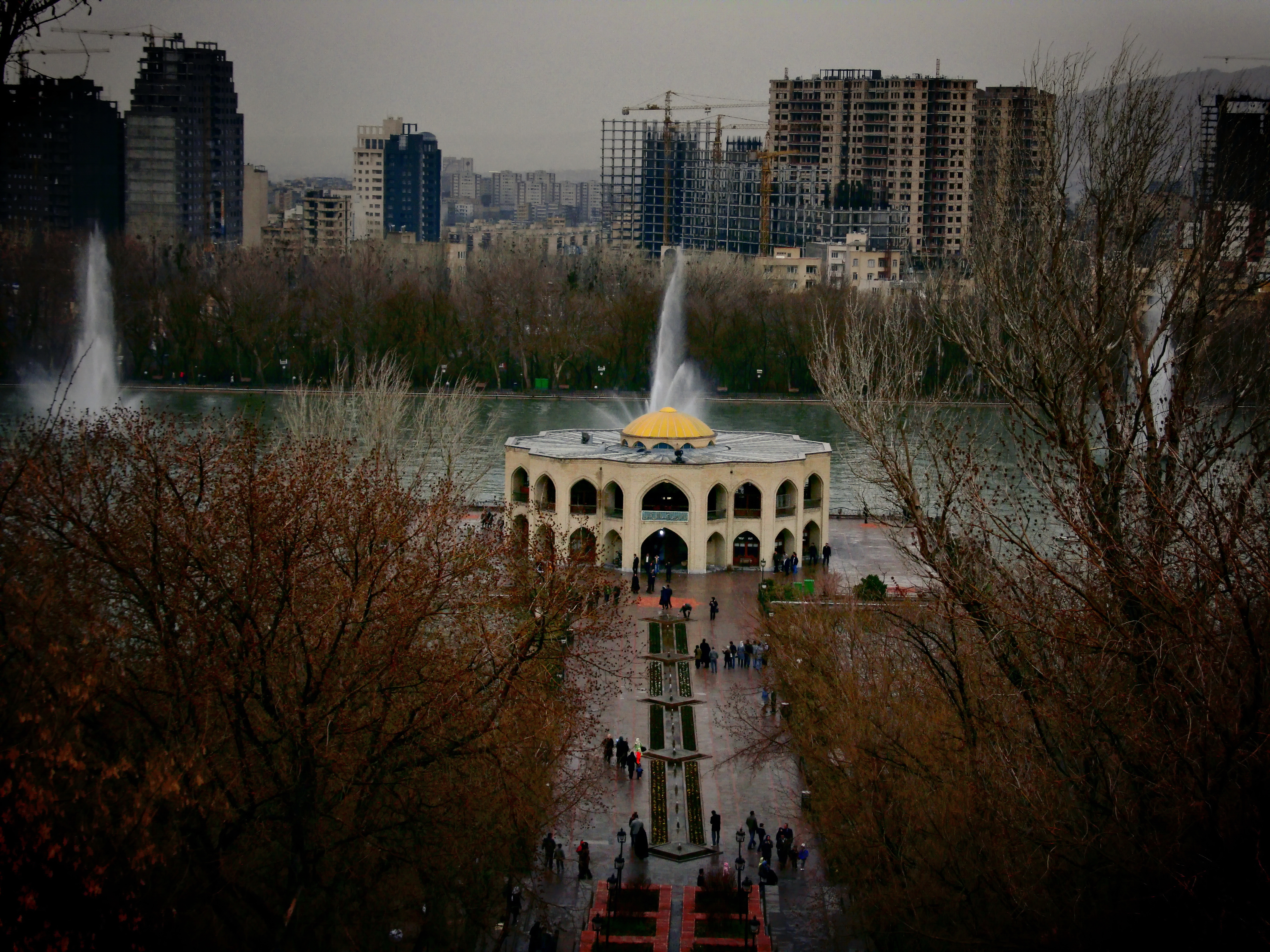
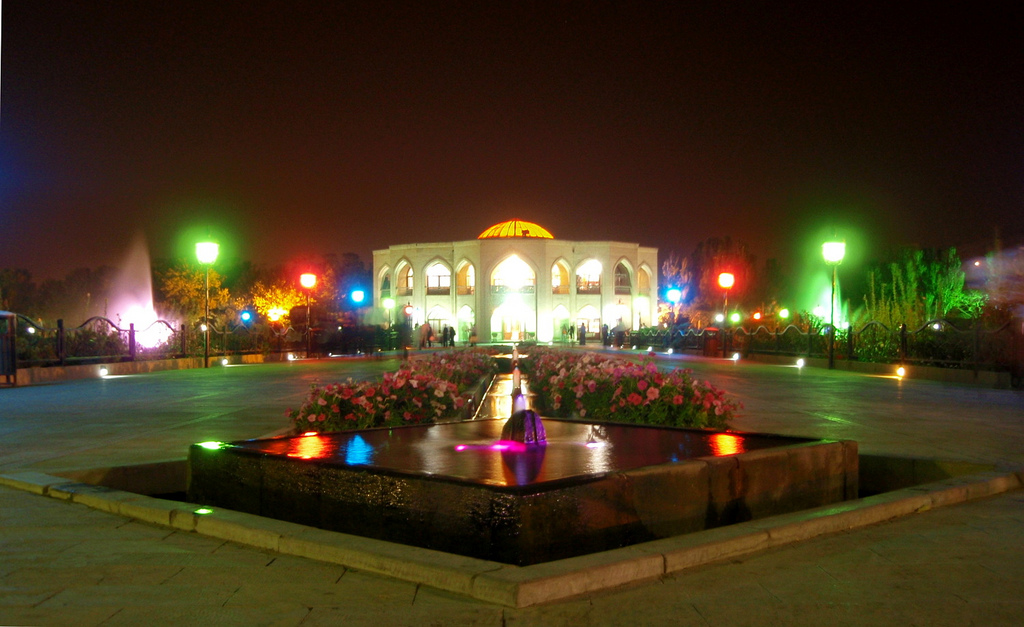
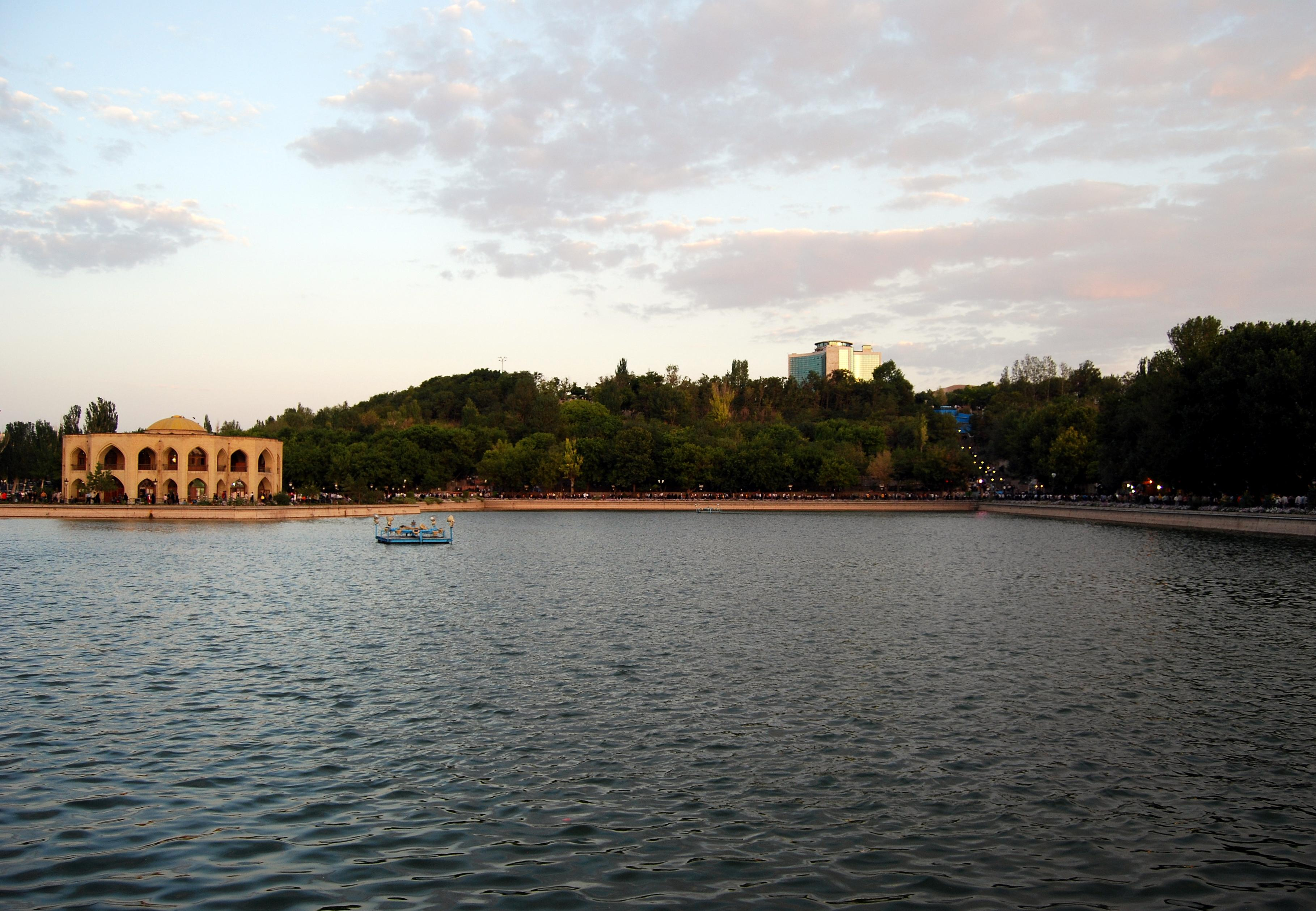